# Durnovaria

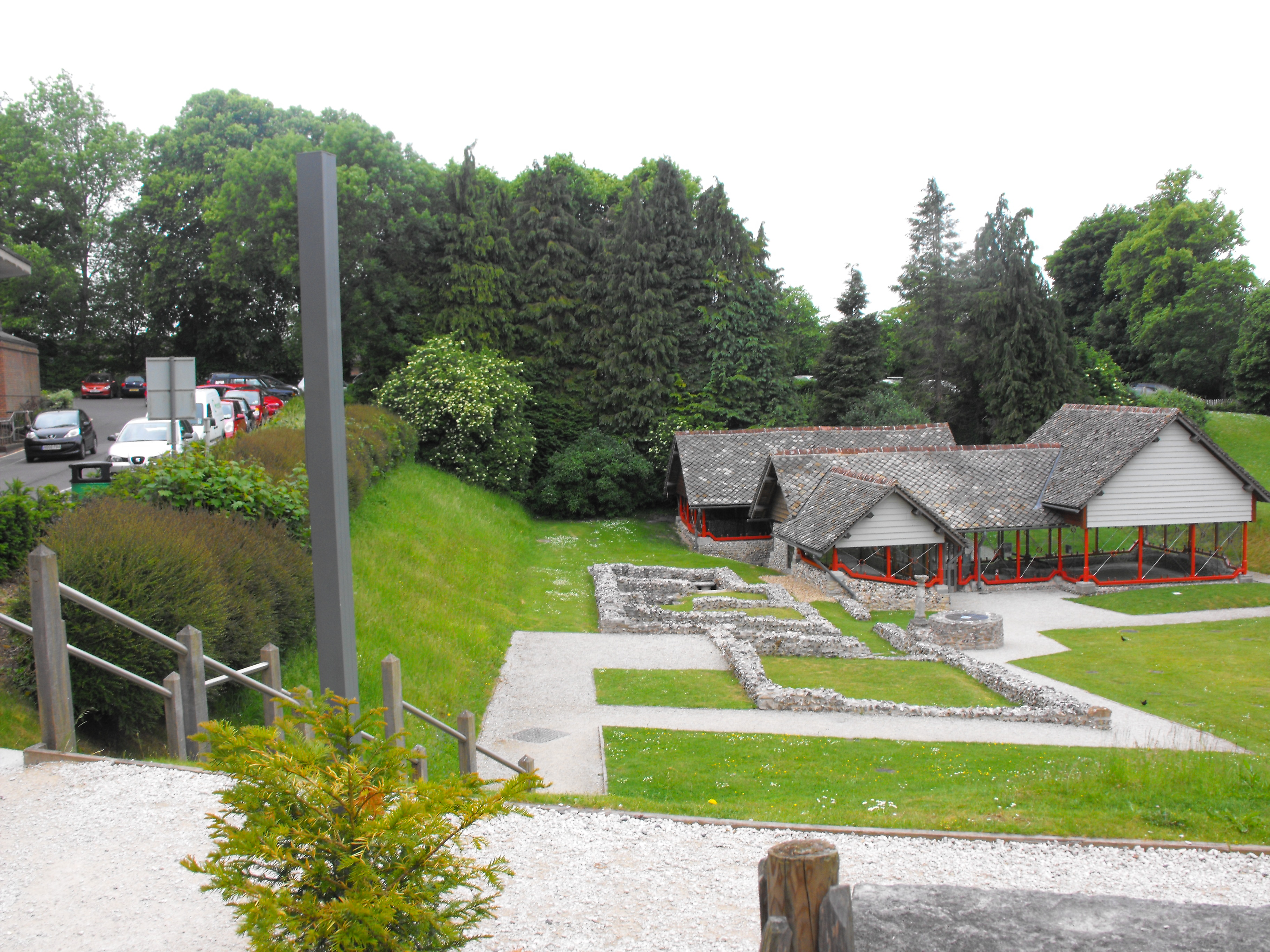
Pozostałości domu rzymskiego z Durnovarii

Durnovaria – rzymskie miasto w prowincji Brytania, obecne angielskie Dorchester w hrabstwie Dorset.
Założone ok. 70 r. n.e., nazwa prawdopodobnie pochodzi od plemienia Durotriges zamieszkującego ten obszar przed inwazją rzymską.
Przedrzymska cywilizacja istniała w tym miejscu prawdopodobnie w postaci grodziska Maiden Castle. Pierwsza wzmianka o Durnovarii pojawia się pod koniec II wieku. Miasto jest prawdopodobnie również wymienione u Ptolemeusza pod nazwą Dunium. Miasto zawierało się na przestrzeni ok. 40 hektarów.
Z okresu rzymskiego w Dorchester pozostał mur rzymski, amfiteatr znany jako Maumbury Rings oraz resztki budynku mieszkalnego z IV wieku n.e., odkrytego w 1937 r.